# 麗蛺蝶屬
麗斑蝶屬（學名：Parthenos，英文：Clipper）是線蛺蝶亞科裡的一個屬，包含3個物種。大型蝴蝶，翼展約10厘米。幼蟲的寄主為蒴蓮屬和青牛膽屬植物。

## 物種
- 褐麗蛺蝶 P. aspila
- 麗蛺蝶 P. sylvia
- 暗麗蛺蝶 P. tigrina

## 外部連結
- 维基共享资源上的相關多媒體資源：麗蛺蝶屬
- Parthenos（页面存档备份，存于） - NSG Voucher Specimen （英文）